# Castel di Sangro Calcio 1994-1995
Questa voce raccoglie le informazioni riguardanti il Castel di Sangro Calcio nelle competizioni ufficiali della stagione 1994-1995.

## Stagione
In questa stagione il Castel di Sangro al termine del campionato di Serie C2 (Girone B) ottiene la promozione in Serie C1 via play-off. Agli spareggi il Castello supera il Livorno e approda alla finale contro il Fano. Partita che finisce in parità anche dopo i tempi supplementari. Si va ai rigori e quello di Marchetti è decisivo. In Coppa Italia Serie C la squadra supera nei primi tre turni eliminatori l'Avezzano, il Sora e il Chieti. Negli ottavi di finale viene eliminato dal Casarano.

## Rosa
| N. |                   | Ruolo | Calciatore          |
| -- | ----------------- | ----- | ------------------- |
|    | Italia (bandiera) | P     | Roberto De Juliis   |
|    | Italia (bandiera) | P     | Patrizio Fimiani    |
|    | Italia (bandiera) | D     | Antonio Altamura    |
|    | Italia (bandiera) | D     | Emiliano Berardini  |
|    | Italia (bandiera) | D     | Davide Cei          |
|    | Italia (bandiera) | D     | Gianluca Colonnello |
|    | Italia (bandiera) | D     | Pietro Fusco        |
|    | Italia (bandiera) | D     | Tonino Martino      |
|    | Italia (bandiera) | C     | Marco Arcese        |
|    | Italia (bandiera) | C     | Davide Bombardini   |
|    | Italia (bandiera) | C     | Claudio Bonomi      |

| N. |                   | Ruolo | Calciatore            |
| -- | ----------------- | ----- | --------------------- |
|    | Italia (bandiera) | C     | Massimo Carnevale     |
|    | Italia (bandiera) | C     | Bruno Guardati        |
|    | Italia (bandiera) | C     | Marco Marchetti       |
|    | Italia (bandiera) | C     | Paolo Michelini       |
|    | Italia (bandiera) | C     | Orazio Liberati Mitri |
|    | Italia (bandiera) | C     | Fabio Ranieri         |
|    | Italia (bandiera) | C     | Gianluca Rencricca    |
|    | Italia (bandiera) | A     | Leonardo Aiello       |
|    | Italia (bandiera) | A     | Tommaso De Carolis    |
|    | Italia (bandiera) | A     | Antonio Rebesco       |
|    | Italia (bandiera) | A     | Marcello Sansonetti   |

## Risultati

### Serie C2

#### Girone di andata
| 4 settembre 1994 1ª giornata | Baracca Lugo | 1 – 1 | Castel di Sangro |  |

| 11 settembre 1994 2ª giornata | Castel di Sangro | 1 – 1 | Teramo |  |

| 18 settembre 1994 3ª giornata | Poggibonsi | 0 – 1 | Castel di Sangro |  |

| 25 settembre 1994 4ª giornata | Castel di Sangro | 2 – 1 | Maceratese |  |

| 2 ottobre 1994 5ª giornata | Forlì | 0 – 2 | Castel di Sangro |  |

| 9 ottobre 1994 6ª giornata | Castel di Sangro | 2 – 1 | Ponsacco |  |

| 16 ottobre 1994 7ª giornata | Giulianova | 2 – 0 | Castel di Sangro |  |

| 23 ottobre 1994 8ª giornata | Castel di Sangro | 3 – 1 | Montevarchi |  |

| 30 ottobre 1994 9ª giornata | Castel di Sangro | 0 – 1 | Giorgione |  |

| 6 novembre 1994 10ª giornata | Livorno | 0 – 1 | Castel di Sangro |  |

| 13 novembre 1994 11ª giornata | Castel di Sangro | 1 – 1 | Cecina |  |

| 20 novembre 1994 12ª giornata | San Donà | 0 – 0 | Castel di Sangro |  |

| 27 novembre 1994 13ª giornata | Castel di Sangro | 1 – 1 | Fano |  |

| 4 dicembre 1994 14ª giornata | Cittadella | 2 – 1 | Castel di Sangro |  |

| 11 dicembre 1994 15ª giornata | Vis Pesaro | 1 – 0 | Castel di Sangro |  |

| 18 dicembre 1994 16ª giornata | Castel di Sangro | 1 – 1 | Fermana |  |

| 23 dicembre 1994 17ª giornata | Rimini | 1 – 0 | Castel di Sangro |  |

#### Girone di ritorno
| 15 gennaio 1995 18ª giornata | Castel di Sangro | 1 – 0 | Baracca Lugo |  |

| 22 gennaio 1995 19ª giornata | Teramo | 0 – 0 | Castel di Sangro |  |

| 29 gennaio 1995 20ª giornata | Castel di Sangro | 2 – 0 | Poggibonsi |  |

| 19 febbraio 1995 21ª giornata | Maceratese | 0 – 2 | Castel di Sangro |  |

| 26 febbraio 1995 22ª giornata | Castel di Sangro | 1 – 0 | Forlì |  |

| 5 marzo 1995 23ª giornata | Ponsacco | 1 – 0 | Castel di Sangro |  |

| 12 marzo 1995 24ª giornata | Castel di Sangro | 1 – 0 | Giulianova |  |

| 19 marzo 1995 25ª giornata | Montevarchi | 0 – 0 | Castel di Sangro |  |

| 26 marzo 1995 26ª giornata | Giorgione | 4 – 1 | Castel di Sangro |  |

| 2 aprile 1995 27ª giornata | Castel di Sangro | 1 – 0 | Livorno |  |

| 9 aprile 1995 28ª giornata | Cecina | 1 – 2 | Castel di Sangro |  |

| 15 aprile 1995 29ª giornata | Castel di Sangro | 1 – 0 | San Donà |  |

| 23 aprile 1995 30ª giornata | Fano | 0 – 2 | Castel di Sangro |  |

| 30 aprile 1995 31ª giornata | Castel di Sangro | 1 – 1 | Cittadella |  |

| 7 maggio 1995 32ª giornata | Castel di Sangro | 0 – 0 | Vis Pesaro |  |

| 14 maggio 1995 33ª giornata | Fermana | 1 – 0 | Castel di Sangro |  |

| 21 maggio 1995 34ª giornata | Castel di Sangro | 0 – 0 | Rimini |  |